# Mohammad Omar (Musiker)

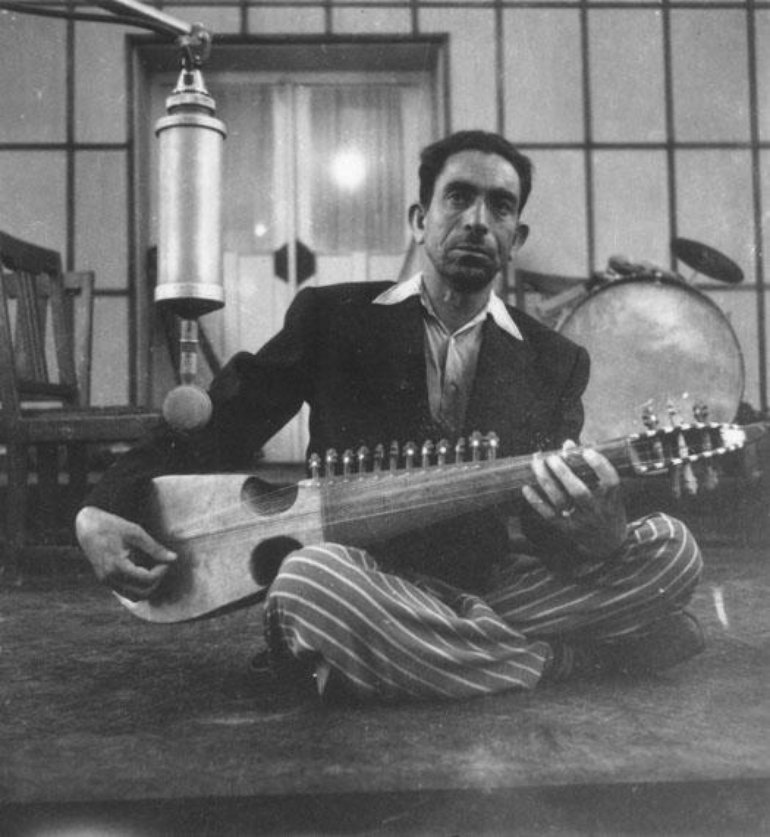
Mohammad Omar

Mohammad Omar (Paschtu: محمد عمر, * 1905 in Kabul; † 1980 ebenda) war ein afghanischer Musiker und Rubab-Spieler der Kabuler Altstadt Charabat.

## Leben
Ustād Mohammad Omar entstammte keiner traditionellen Musikerfamilie. Er begann als Amateurmusiker nach einer Ausbildung in nordindischem klassischen Gesang bei Ustad Qasem. Er war Mitglied der von Ghulam Hossein gegründete Musikgruppe in den Gründungszeiten von Radio Afghanistan. Nach der Pensionierung von Ustad Ghulam Hossein in den 1950er Jahren wurde er Direktor des aus traditionellen Musikinstrumenten bestehenden Orchesters von Radio Afghanistan, heute RTA.
Die Virtuosität Mohammad Omars lag vor allem in der Musik-Gattung Naghma, eine Art Lied ohne Gesang. Bei diesem Lied spielte er die gleiche Melodie mit vielfältigen tonalen Höhen und Tiefen mit unterschiedlicher temporaler Schnelligkeit. Er erzeugte auf der Rubab viele Töne anderer Musikinstrumente, ja fast so viele wie auf der Gitarre.
Die tonale Musikmuster von geringster Variation einfachster Klänge und von langsamer Geschwindigkeit bis zum Maximus der tonalen und temporalen Variationen der Klänge brachte er sehr leicht hervor.
Die Wiederholungen, mögen vielleicht beim ersten Hören langweilig erscheinen, sind aber beim genaueren Hören die Klänge bunt, variationsreich und gar leicht verändert. Ustad Omar legte beim Rubabspielen unterschiedlich langen Unterbrechungen ein, Intermezzi also, die das Dramatische im Spiel im Vorschein brachten und Besinnung bei Zuschauern ermöglichten.
Tabla und/oder Zerbaghali sind die üblichen Instrumente, die die Rubab begleiten; sie schweigen, solange der Rubabspieler die Zuhörer in das Thema allmählich einführt und mit plötzlicher Teilnahme von Tabla das sog. Gespräch anfängt. Die Instrumente sind aber für das Gespräch und den Streit erforderlich. Auch Rubab schweigt, um Tabla klängen zu lassen. Rubab wird selbst zum Schlaginstrument. Beobachter bzw. Zuhörer unterscheiden kaum, ob hier die Saiten geschlagen oder angerissen werden.
Eigentlich ist die Musik in Afghanistan mehr lyrisch und einstimmig, aber hier kommunizieren und streiten nur die Musikinstrumente miteinander oder auch gegeneinander eine Art Wettbewerb, welche dem Klang eine theatralische Nuance verleihen. Der Klang besteht nicht nur aus Konflikten und Spannungen, sondern strahlt auch Hoffnung und Zuversicht aus. Themen werden auch musikalisch behandelt, die auch in den Texten der Musik vorkommen wie etwa Minna oder Escheq (Liebe) oder Ghayrat (Ehre), Shojahat (Tapferkeit) usw.
Rubab und Tabla versuchen zu Beginn eines Musikstückes einander näher zu kommen, als wären sie sich fremd, manchmal kann der Eindruck nicht verwehrt werden, als wären sie gerade verliebt, ganz zart und liebevoll. Danach werden die Konflikte besprochen; sie wetteifern und kämpfen gegeneinander, die Spannung ist groß, hin und wieder bekommt die Tablas die Oberhand und Rubab schweigt und nach dem Hauptstück und Höhepunkt am das Ende das sog. Happy-End. Metapher also, die die tragische Tradition der Konflikte in Afghanistan symbolisieren. Was nicht verbalisiert werden kann, können durch die Klänge der Musik zum Ausdruck gebracht werden.
Mohammad Omar spielte auch Motive aus den Traditionsschulen Patiala und Bhopal. Diese Musik ist stark von den Nachfolgern der Herater Timuriden-Dynastie beeinflusst worden. Die indische Musik erlebte im Mogulreich eine ihrer Höhepunkten. Deshalb heißt eines seiner Musikstücke Shaghal und Naghma, ein Motiv aus Panj Ketab wie das Panchatantra, -„fünf Bücher“ in Afghanistan genannt wird-, welches die Moguldynastie aus Sanskrit ins Dari, in die persische Schriftsprache übersetzte.
In den USA gab er 1974 und 1975 in Meany Hall for the Performing Arts des Departments für Ethnomusicology at the Seattles University of Washington ein Konzert. Zakir Hossein begleitete den Rubabmeister als Tabla-Spieler am 18. November 1974 dort.
Bei Mohammad Omar kamen die Motive aus der traditionellen Volksmusik nicht zu kurz. Seine Offenheit und Liebe zu Musik der westlichen Moderne spiegelt in seinen gemeinsamen Konzerten mit westlichen jungen Musikern wider, wie sein Konzert mit der Münchener Musikgruppe Embryo 1978, das von Werner Penzel im Rahmen der Dokumentation Vagabunden Karawane aufgenommen wurde.
Mohammad Omar begeisterte mit seiner Musik die junge Generation. Spieler auch aus anderen Ländern, wie etwa Larry Porter, haben bei ihm Rubabunterricht erhalten. Rubab ist ein Instrument mit doppeltem Klangkörper, der mit einem Ziegenfell bespannt ist und hat wie die Sitar zwischen 19 und 21 Saiten.
Das Instrument wird in allen Provinzen von allen ethnischen, religiösen und sprachlichen Gruppierungen in ganz Afghanistan gespielt. So kann das Rubab als ein Symbol der Zusammenhalts aller Völker und Stämme in Afghanistan verstanden werden.
Zu Mohammad Omars Schülern zählen unter anderem
- Siar Habibi, Kabuler Rubabspieler
- Aziz Herawi aus Herat
- Daud Khan Sadozai
- Homayun Sakhi
- Amir Hamza Pakistani aus Pakistan
- Kuljit Singh
- Abdullah Kadiri
- Larry Porter

## Diskografie (Auswahl)
- Embryo's Reise. 1980 (Schneeball 20)
- Ustad Mohammad Omar: Virtuoso from Afghanistan. Smithsonian Folkways Recordings, 2002, Hiromi Lorraine Sakata: Produktion und Text Begleitheft. Konzert von 1974, begleitet von Zakir Hussain, tabla
- The Soul of Sound. Music from Afghanistan. 2009 (Academy Of Indian Music)